# بونگو
بونگو (به انگلیسی: Bungo) شهری در استان اوییگه واقع در کشور آنگولا است که در سال ۲۰۰۹ میلادی ۳٬۴۶۱ نفر جمعیت داشته است.